# Кайхуа
Кайхуа́ (кит. упр. 开化, пиньинь Kāihuà) — уезд городского округа Цюйчжоу провинции Чжэцзян (КНР).

## История
Уезд был создан в 981 году. 
После образования КНР в 1949 году был создан Специальный район Цюйчжоу (衢州专区), и уезд вошёл в его состав. В 1954 году Специальный район Цюйчжоу был расформирован, и уезд перешёл в состав Специального района Цзяньдэ (建德专区). В 1958 году Специальный район Цзяньдэ тоже был расформирован, и уезд перешёл в состав Специального района Цзиньхуа (金华专区).
В 1973 году Специальный район Цзиньхуа был переименован в Округ Цзиньхуа (金华地区).
В мае 1985 года постановлением Госсовета КНР округ Цзиньхуа был разделён на городские округа Цзиньхуа и Цюйчжоу; уезд вошёл в состав городского округа Цюйчжоу.

## Административное деление
Уезд делится на 9 посёлков и 9 волостей.